# Kenny MacAulay
Kenneth „Kenny“ MacAulay (* 29. April 1984 in Baddeck, Nova Scotia) ist ein kanadischer Eishockeyspieler mit kroatischer Staatsbürgerschaft, der zuletzt bis 2015 beim HC Innsbruck in der Österreichischen Eishockey-Liga spielt.

## Karriere
Kenny MacAulay begann seine Karriere als Eishockeyspieler bei den Notre Dame Hounds, für die er in der Saison 2002/03 in der Saskatchewan Junior Hockey League aktiv war. Anschließend besuchte er ein Jahr lang die University of Findlay, für deren Eishockeymannschaft er in der Division III der National Collegiate Athletic Association spielte. Daraufhin wechselte er auf die University of Vermont, für deren Mannschaft er drei Jahre lang in der höchsten Division der NCAA antrat. In der Saison 2007/08 gab der Verteidiger sein Debüt im professionellen Eishockey, als er parallel für die Rockford IceHogs in der American Hockey League und die Fresno Falcons in der ECHL auf dem Eis stand.
Von 2008 bis 2010 stand MacAulay bei den AHL-Teams der Portland Pirates, San Antonio Rampage und Norfolk Admirals, sowie bei den ECHL-Teams der Stockton Thunder und erneut Fresno Falcons unter Vertrag. Gegen Ende der Saison 2009/10 wurde er vom KHL Medveščak Zagreb aus der Österreichischen Eishockey-Liga verpflichtet, für den er bis Saisonende in insgesamt 18 Spielen vier Tore erzielte und weitere fünf Vorlagen gab. In seiner ersten kompletten Spielzeit in Österreich erzielte er in der Saison 2010/11 in 59 Spielen vier Tore und gab zwölf Vorlagen. Mit der zweiten Mannschaft von Medveščak wurde er zudem 2011 und 2012 Kroatischer Meister. Als das Team aus der kroatischen Hauptstadt im Sommer 2013 in die Kontinentale Hockey-Liga wechselte, konnte er sich im neuen Kader nicht durchsetzen und kam zu keinem Einsatz. Im Dezember 2013 wechselte er deshalb auf Leihbasis zum slowenischen ÖEHL-Klub HDD Olimpija Ljubljana, mit dem er auch an den Play-offs um die slowenische Meisterschaft teilnahm und durch einen Finalerfolg gegen das Team Jesenice den Titel errang. Nachdem er im Sommer 2014 zunächst zu Ritten Sport in der italienischen Serie A wechselte, zog es ihn im Dezember 2014 zum HC Innsbruck in die ÖEHL, wo er die Saison beendete.

### International
Der gebürtige Kanadier MacAulay gab bei der Weltmeisterschaft 2012 in der Division II sein Debüt für die kroatische Eishockeynationalmannschaft und wurde gleich als bester Verteidiger des Turniers der Gruppe A ausgezeichnet. Ein Jahr später gelang ihm mit den Kroaten beim Heimturnier in Zagreb der Aufstieg in die Division I, an der er dann 2014, 2015 und 2016 teilnahm. Zudem nahm er für sein neues Heimatland an der Qualifikation für die Olympischen Winterspiele 2014 in Sotschi teil.

## Erfolge und Auszeichnungen
- 2011 Kroatischer Meister mit dem KHL Medveščak Zagreb
- 2012 Kroatischer Meister mit dem KHL Medveščak Zagreb
- 2012 Bester Verteidiger der Weltmeisterschaft der Division II, Gruppe A
- 2013 Aufstieg in die Division I, Gruppe B, bei der Weltmeisterschaft der Division II, Gruppe A
- 2014 Slowenischer Meister mit dem HDD Olimpija Ljubljana

## Statistik
(Stand: Ende der Saison 2014/15)